# Cheng Yujie
Pour les articles homonymes, voir Cheng.
Dans ce nom chinois, le nom de famille, Cheng, précède le nom personnel.
Cheng Yujie (en chinois : 程玉洁), née le 22 septembre 2005 à Jingdezhen, est une nageuse chinoise spécialiste de la nage libre.

## Biographie
Elle participe aux Jeux olympiques de Tokyo en 2020, se classant septième du relais 4 × 100 m nage libre.
Elle remporte deux médailles aux Championnats du monde de natation 2023 et deux médailles de bronze aux Championnats du monde de natation en petit bassin 2021.

## Palmarès

### Jeux olympiques
- Jeux olympiques d'été de 2024 à Paris :
  -  Médaille de bronze du relais 4 × 100 m nage libre.

### Championnats du monde

#### Grand bassin
- Championnats du monde 2023 à Fukuoka (Japon) :
  -  Médaille d'or du relais 4 × 100 m quatre nages mixte ;
  -  Médaille de bronze du relais 4 × 100 m nage libre.
- Championnats du monde 2025 à Singapour :
  -  Médaille d'argent du relais 4 × 100 m quatre nages mixte.
  -  Médaille de bronze du 50 m nage libre.
  -  Médaille de bronze du relais 4 × 100 m quatre nages.

#### Petit bassin
- Championnats du monde 2021 à Abu Dhabi (Émirats Arabes Unis) :
  -  Médaille de bronze du relais 4 × 200 m nage libre.
  -  Médaille de bronze du relais 4 × 100 m quatre nages.